# Pleuroprucha insulsaria
Pleuroprucha insulsaria är en fjärilsart som beskrevs av Achille Guenée 1858. Pleuroprucha insulsaria ingår i släktet Pleuroprucha och familjen mätare. Inga underarter finns listade i Catalogue of Life.